# Kartamîșeve, Bilokurakîne
Kartamîșeve (în ucraineană Картамишеве) este un sat în comuna Prostore din raionul Bilokurakîne, regiunea Luhansk, Ucraina.

## Demografie
Componența lingvistică a localității Kartamîșeve
     Ucraineană (100%)
Conform recensământului din 2001, toată populația localității Kartamîșeve era vorbitoare de ucraineană (100%).